# 텍스토미
텍스토미(TextoMi)는 텍스트마이닝 솔루션 텍스톰과 분석 자동화를 위한 AI가 결합된 솔루션이다.
탑재된 AI는 내부 데이터와 공공 및 웹 등을 포함한 외부의 데이터를 수집하며, 이를 바탕으로 사용자를 고려한 결괏값을 대시보드 형태로 제공한다.
이외에도 유사 기관 및 경쟁사에 관한 정책 및 이슈 분석, 브랜드 선호도 분석 기능과 주제별 뉴스 클리핑, 예측 지수 등 모니터링을 위한 여러 부가적인 기능을 지원한다.

## 개발배경
4차 산업혁명과 관련된 정책의 영향으로 스마트팩토리로 대표되는 산업 전반에 걸친 변화가 촉구되어 왔다.
이러한 가운데, 정부, 공공기관 및 기업에서는 빅데이터를 홍보, 마케팅을 비롯한 사무직군에서도 활용하고자 했으나 부족한 인력과 기술적인 문제에 부딪히고 있었다.

## 역사

### 시작 시기 (MISP)
2015년 한국정보시스템학회에서 주관한 2015추계학술발표대회에서 '빅데이터 활용 MISP 개발에 관한 연구'를 통해 처음 발표되었다. 이 당시에는 주요 구축 대상을 기업으로 삼고 있었기에 'Marketing Intelligence Service Platform'의 이니셜을 따 'MISP'라고 이름 지어졌다.
2016년 2월 1일 삼성물산 패션부문, 한국패션산업연구원과 함께 Fashion MISP (現 TextoMi Fashion)를 출시했다.
2016년 10월 Fashion MISP를 활용한 '감성 분석'에 관한 첫 논문이 발표됐다.

### TEXTOMi 개편 이후
2018년 11월 1일 명칭을 'MISP'에서 'TextoMi'로 변경하였다. 이에 Fashion MISP 역시 TextoMi Fashion으로 리뉴얼 출시되었다.
2020년 2월 2일 대한민국 경기도 지역의 경제 현황을 모니터링할 수 있는 TextoMi 경기도 경제를 출시했다.

## 특징

### 웹 기반 솔루션
별도의 설치 과정을 거치지 않고 웹 환경에서 바로 사용 가능하다.

### 커스터마이징
공공-민간 분야별, 하위 세부 분야별 사용 목적과 사용자의 편의를 고려하여 맞춤형으로 구축된다.

## 주요 기능

TEXTOMi의 마스코트 '토미'

### 모니터링
AI가 수집한 내부 데이터와 공공 및 웹 등에서 데이터를 정제 과정을 통해 대시보드화하여 실시간으로 제공한다.

### 분석
유사 기관 및 기업에 관한 감성 분석 결과와 정책, 상품, 서비스 등에 관련된 이슈 키워드 등 수요자 반응에 대한 분석을 진행할 수 있다.

### 예측
빅데이터 분석 및 예측 알고리즘을 통해 파악된 특정한 패턴을 통해 경기 지수, 시장성 등 미래 전망에 관한 다양한 예측 결괏값을 제공한다.

### 마이 데이터
키워드 검색을 통한 비교 분석을 진행할 수 있으며, 모니터링, 분석, 예측 항목에서 분석된 시각화 결괏값을 스크랩할 수 있다.

## 서비스
텍스토미는 일반적으로 폐쇄망 구축, 회원제 등 외부에서 사용할 수 없는 환경을 전제로 구축된다.
단, TextoMi Fashion과 TextoMi 경기도 경제의 경우에는 상용 서비스로 구축되어 있어 누구나 사용할 수 있다.

### TextoMi Fashion
어패럴 산업을 주제로 Fashion MISP를 리뉴얼 출시한 솔루션이다. 기업·민간용으로 공개되어 있어 회원가입을 통해 주요 기능들을 무료로 사용할 수 있다.

### TextoMi 경기도 경제
경기도 지역 경제를 모니터링·분석할 수 있는 솔루션으로 공공 분야의 정책 결정 지원이나 민간 자영업자들의 상권 입지 분석 등에 활용을 목적으로 무료로 공개되었다.

## 같이 보기
- Data science
- Network science
- Big data
- Social software
- Social media mining
- Social network
- Social network analysis software
- Social networking service
- Data marketing